# ابن زياد (بلدية)
بلدية ابن زياد هي إحدى بلديات ولاية قسنطينة يبلغ عدد سكانها حوالي 17.920 نسمة وذلك سنة 2013 تقع في الجهة الغربية من الولاية.لها حدود مع ولاية ميلة.تمتاز باراضي فلاحية شاسعة وخصبة غير مستغلة بطريقة لائقة.أما في ما يخص العنصر البشري فمعضم سكان البلدية شباب منهم نسبة معتبرة من خريجي الجامعات وحاملي الشهادات في مختلف التخصصات.إلا أن نسبة البطالة مرتفعة جدا في ظل انعدام فرص العمل كما تعاني البلدية مؤخرا من ركود كبير نتيجة غلق مصنع الخزف وتسريح حوالي 300عامل.اما في الجانب التنموي فالبلدبة تملك فضاء رياضي عصري حيث تمتلك ملعب بلدي وقاعة متعددة الرياضات فريق لكرة القدم (u.c.b.i)وفريق لكرة السلة وفريق لكرة اليد إضافة للكاراتي والفول كونتاكت. تتكون بلدية ابن زياد من ثلاث متوسطات الأولى متوسطة المسعودي والثانية متوسطة حبيباتني محمودوالثالثة متوسطة المالحة ومن ثانوية ثانوية رابح سهدي ومن 15 مدرسة ابتدائية.تشتهر بالفلاحة وخاصة محاصيل القمح بأنواعه اللين والصلب.